# Princes Risborough
Princes Risborough è una parrocchia civile di 7.978 abitanti della contea del Buckinghamshire, in Inghilterra. Il paesino è governato dal Consiglio Comunale di Princes Risborough, composto da tredici membri e guidato da un sindaco.